# Hot-n-Fun
«Hot-n-Fun» —en español: «Caliente y diversión»— es una canción de N.E.R.D, extraído como sencillo del álbum Nothing, que anticipa la liberación. La canción cuenta con la figura de la cantante Nelly Furtado. El sencillo se publicó en 18 de mayo de 2010
El video musical producido por Hot-n-Fun fue dirigido por Jonas Akerlund.

## Video musical
El video presenta el N.E.R.D. que guía a través del desierto y recoger autoestopistas mujeres en su coche KAWS pintado Rolls-Royce. Más tarde empezamos con autoestopistas en torno a una bomba incendiaria. Nelly Furtado canta y sólo aparece en escenas separadas, por primera vez en los cielos, de acuerdo con una bomba incendiaria. El N.E.R.D. rindió homenaje a Yellow Submarine y Beatles Magical Mystery Tour, llamándolo un viaje psicodélico. El video muestra los estilos de los años sesenta y principios de los setenta.

## Lista de canciones
Descarga digital
1. Hot-n-Fun (feat. Nelly Furtado) — (3:22)

Hot-n-Fun (the remixes) [feat. Nelly Furtado] - EP
1. "Hot-n-Fun" (Starsmith Club Remix) — (5:33)
2. "Hot-n-Fun" (Boys Noize Remix) — (5:55)
3. "Hot-n-Fun" (Nero Remix) — (04:04)
4. "Hot-n-Fun" (Wideboys Club Remix) — (6:00)
5. "Hot-n-Fun" (Yeasayer Remix) — (3:42)
6. "Hot-n-Fun" (Crookers Remix) — (5:05)
7. "Hot-n-Fun" (Hot Chip Remix) — (6:01)

## Posicionamiento en listas
| Lista (2010)                         | Mejor posición |
| ------------------------------------ | -------------- |
| Bélgica (Ultratop 50 Flanders)       | 23             |
| Canadian Hot 100                     | 98             |
| Países Bajos (Mega Single Top 100)   | 88             |
| UK Singles (Official Charts Company) | 49             |
| UK R&B Chart                         | 15             |
| US Hot Dance Club Songs              | 26             |

- Datos: Q2623404